# عمل بنظام الورديات
العمل بنظام الورديات أو عمل النوبات أو عمل المناوبات يُعرف بأنه ممارسة توظيف مصممة للاستفادة من أو تقديم الخدمة عبر 24 ساعة على مدار الساعة، كل يوم من أيام الأسبوع (غالبًا ما يجري اختصارها على مدار الساعة طوال أيام الأسبوع). عادة ما ترى الممارسة أن اليوم مقسم إلى نوبات، وفترات زمنية محددة تؤدي خلالها مجموعات مختلفة من العمال وواجباتهم. يشمل مصطلح العمل بنظام الورديات كلًا من نوبات العمل الليلية طويلة الأجل وجداول العمل التي يغير فيها الموظفون نوبات العمل أو يتناوبون عليها.
في الطب وعلم الأوبئة، يُعد العمل بنظام الورديات أحد عوامل الخطر لبعض المشاكل الصحية لدى بعض الأفراد، إذ قد يؤدي اضطراب إيقاع الساعة البيولوجية إلى زيادة احتمالية الإصابة بأمراض القلب والأوعية الدموية، والضعف الإدراكي، والسكري، وتغيير تكوين الجسم والسمنة، من بين أمور أخرى.

## تاريخ
نشأ نظام العمل بنظام الورديات في التصنيع الصناعي الحديث في أواخر القرن الثامن عشر. عام 1867، كتب كارل ماركس عن نظام العمل بنظام الورديات في رأس المال، المجلد 1:
«لذلك فإن الإنتاج الرأسمالي يقود، بطبيعته المتأصلة، نحو الاستيلاء على العمل طوال الأربع وعشرين ساعة في اليوم. ولكن بما أنه من المستحيل ماديًا استغلال قوة العمل الفردية نفسها باستمرار، في أثناء الليل كما في النهار، يتعين على رأس المال التغلب على هذه العقبة المادية، يصبح التناوب ضروريًا، بين قوى العمل المستخدمة نهارًا، وتلك التي تُستهلك ليلًا. مثل صناعة القطن الإنجليزية، التي ما زالت تزدهر في الوقت الحاضر، من بين أماكن أخرى، في مصانع غزل القطن في مقاطعة موسكو. توجد عملية الإنتاج هذه التي تستغرق 24 ساعة في اليوم بوصفها نظامًا في العديد من فروع الصناعة «الحرة» في بريطانيا العظمى، في أفران الصهر، وصياغة المعادن، ومصنع الدرفلة، وغيرها من المؤسسات المعدنية في إنجلترا وويلز واسكتلندا.»
كانت طاحونة كروفورد، بدءًا من 1772، تعمل ليلًا ونهارًا مع نوبتين مدة كل منهما 12 ساعة.

## الآثار الصحية
يزيد العمل بنظام النوبات من خطر الإصابة بالعديد من الاضطرابات. اضطراب النوم في أثناء العمل بنظام الورديات هو اضطراب نوم إيقاعي يومي يتميز بالأرق أو النعاس المفرط أو كليهما. يُعد العمل بنظام الورديات ضروريًا للتشخيص. يزداد خطر الإصابة بداء السكري من النوع 2 لدى العاملين بنظام الورديات، وخاصة الرجال. الأشخاص الذين يعملون بنظام الورديات أكثر عرضة للخطر من غيرهم. النساء اللواتي يتضمن عملهن نوبات ليلية معرضات لخطر الإصابة بسرطان الثدي بنسبة 48٪. قد يكون هذا بسبب التغيرات في إيقاع الساعة البيولوجية: الميلاتونين، وهو مثبط معروف للورم، يجري إنتاجه عمومًا في الليل، وقد تؤدي نوبات العمل المتأخرة إلى تعطيل إنتاجه.
أدرجت الوكالة الدولية لأبحاث السرطان التابعة لمنظمة الصحة العالمية «العمل بنظام الورديات الذي ينطوي على اضطراب الساعة البيولوجية» على أنه من المحتمل أن يكون مادة مسرطنة. قد يؤدي العمل بنظام النوبات أيضًا إلى زيادة خطر الإصابة بأنواع أخرى من السرطان. ارتبط العمل بنظام الورديات بانتظام خلال فترة سنتين بزيادة خطر انقطاع الطمث المبكر بنسبة 9٪، مقارنة بالنساء اللائي يعملن دون مناوبة. كان الخطر المتزايد بين عمال النوبات الليلية المتناوبين 25٪ بين النساء المعرضات لانقطاع الطمث المبكر. يمكن أن يؤدي انقطاع الطمث المبكر إلى مجموعة من المشكلات الأخرى في وقت لاحق من الحياة. وجدت دراسة حديثة أن النساء اللواتي عملن في نوبات ليلية متناوبة لأكثر من ست سنوات، 11 بالمئة منهن عانين من تقصير في العمر. النساء اللاتي عملن في نوبات ليلية متناوبة لأكثر من 15 عامًا، تعرضن أيضًا لخطر الموت بنسبة 25٪، بسبب سرطان الرئة.